# 1994-es Formula–1 német nagydíj
A német nagydíj volt az 1994-es Formula–1 világbajnokság kilencedik futama.

## Futam
Schumacher még időben fellebbezett, és mivel a tárgyalásra csak a belga nagydíjat követően került sor, így rajthoz állhatott Hockenheimban, a Hungaroringen és Spában is. Hockenheimben Michael Schumacher nem tudta befejezni a versenyt, így egyetlen alkalommal a szezonban a Ferrari is nyert egy versenyt Gerhard Bergernek köszönhetően. A rajtnál Mika Häkkinen tömegkarambolt okozott, emiatt a magyar nagydíjról eltiltották. A versenyen Jos Verstappen Benettonja lángra lobbant, de a gyors oltásnak köszönhetően sem a pilóta, sem szerelők nem szenvedtek súlyos sérüléseket. A szerencsétlenség következtében megvizsgálták a Benetton tank berendezését, amikor egy illegális filtert véltek felfedezni, ami gyorsabb üzemanyag feltöltést eredményezett. A Benettont azzal is vádolták, hogy illegális szoftvereket alkalmaztak Imolában.
| Helyezés | #  | Versenyző             | Csapat/Motor      | Futott körök | Idő/Kiesés oka | Rajthely | Pontszám |
| -------- | -- | --------------------- | ----------------- | ------------ | -------------- | -------- | -------- |
| 1        | 28 | Gerhard Berger        | Ferrari           | 45           | 1:22:37,2      | 1        | 10       |
| 2        | 26 | Olivier Panis         | Ligier-Renault    | 45           | +54,779        | 12       | 6        |
| 3        | 25 | Éric Bernard          | Ligier-Renault    | 45           | +1:05,0421     | 14       | 4        |
| 4        | 9  | Christian Fittipaldi  | Footwork-Ford     | 45           | +1:21,609      | 17       | 3        |
| 5        | 10 | Gianni Morbidelli     | Footwork-Ford     | 45           | +1:30,544      | 16       | 2        |
| 6        | 20 | Érik Comas            | Larrousse-Ford    | 45           | +1:45,445      | 22       | 1        |
| 7        | 19 | Olivier Beretta       | Larrousse-Ford    | 44           | +1 kör         | 24       |          |
| 8        | 0  | Damon Hill            | Williams-Renault  | 44           | +1 kör         | 3        |          |
| Kiesett  | 32 | Jean-Marc Gounon      | Simtek-Ford       | 39           | Motorhiba      | 26       |          |
| Kiesett  | 31 | David Brabham         | Simtek-Ford       | 37           | Kuplung        | 25       |          |
| Kiesett  | 5  | Michael Schumacher    | Benetton-Ford     | 20           | Motorhiba      | 4        |          |
| Kiesett  | 8  | Martin Brundle        | McLaren-Peugeot   | 19           | Motorhiba      | 13       |          |
| Kiesett  | 2  | David Coulthard       | Williams-Renault  | 17           | Elektronika    | 6        |          |
| Kiesett  | 6  | Jos Verstappen        | Benetton-Ford     | 15           | Tűz            | 19       |          |
| Kiesett  | 3  | Katajama Ukjó         | Tyrrell-Yamaha    | 6            | Gázadagoló     | 5        |          |
| Kiesett  | 27 | Jean Alesi            | Ferrari           | 1            | Elektronika    | 2        |          |
| Kiesett  | 4  | Mark Blundell         | Tyrrell-Yamaha    | 0            | Ütközés        | 7        |          |
| Kiesett  | 7  | Mika Häkkinen         | McLaren-Peugeot   | 0            | Ütközés        | 8        |          |
| Kiesett  | 30 | Heinz-Harald Frentzen | Sauber-Mercedes   | 0            | Ütközés        | 9        |          |
| Kiesett  | 15 | Eddie Irvine          | Jordan-Hart       | 0            | Ütközés        | 10       |          |
| Kiesett  | 14 | Rubens Barrichello    | Jordan-Hart       | 0            | Ütközés        | 11       |          |
| Kiesett  | 12 | Johnny Herbert        | Lotus-Mugen-Honda | 0            | Ütközés        | 15       |          |
| Kiesett  | 29 | Andrea de Cesaris     | Sauber-Mercedes   | 0            | Ütközés        | 18       |          |
| Kiesett  | 23 | Pierluigi Martini     | Minardi-Ford      | 0            | Ütközés        | 20       |          |
| Kiesett  | 11 | Alessandro Zanardi    | Lotus-Mugen-Honda | 0            | Ütközés        | 21       |          |
| Kiesett  | 24 | Michele Alboreto      | Minardi-Ford      | 0            | Ütközés        | 23       |          |
| NK       | 33 | Paul Belmondo         | Pacific-Ilmor     |              |                |          |          |

## A világbajnokság élmezőnyének állása a verseny után
| H  | Versenyzők         | Pont | H  | Konstruktőrök    | Pont |
| -- | ------------------ | ---- | -- | ---------------- | ---- |
| 1. | Michael Schumacher | 66   | 1. | Benetton-Ford    | 67   |
| 2. | Damon Hill         | 39   | 2. | Ferrari          | 52   |
| 3. | Gerhard Berger     | 27   | 3. | Williams-Renault | 43   |
| 4. | Jean Alesi         | 19   | 4. | Jordan-Hart      | 14   |
| 5. | Rubens Barrichello | 10   | 5. | McLaren-Peugeot  | 14   |

## Statisztikák
Vezető helyen:
- Gerhard Berger: 45 (1-45)

Gerhard Berger 9. győzelme, 9. pole-pozíciója, David Coulthard 1. leggyorsabb köre.
- Ferrari 104. győzelme.